# Deutsche Meisterschaften im Freiwasserschwimmen 1996
| Disziplin        | Männer              | Männer            | Männer | Frauen        | Frauen       | Frauen |
| Disziplin        | Name                | Verein            | Zeit   | Name          | Verein       | Zeit   |
| ---------------- | ------------------- | ----------------- | ------ | ------------- | ------------ | ------ |
| 5 km Freiwasser  | Christof Wandratsch | Wacker Burghausen |        | Angela Maurer | SC Wiesbaden |        |
| 25 km Freiwasser | Christof Wandratsch | Wacker Burghausen |        | Peggy Büchse  | PSV Rostock  |        |